# Volvo V60
Der Volvo V60 ist ein Mittelklasse-Kombi des schwedischen Automobilherstellers Volvo, der auf derselben Plattform wie die Modelle S60 und XC60 basiert.

## 1. Generation (2010–2018)
| Sterne im Euro-NCAP-Crashtest | Fünf Sterne im Euro-NCAP-Crashtest |

### Geschichte
Der V60 wurde im Oktober 2010 auf dem Pariser Autosalon vorgestellt.
Wie beim S60 wurden vier Benzinmotoren (T3, T4, T5 und T6) sowie vier Dieselmotoren (D2 [1.6D DRIVe], D3, D4, D5) angeboten.
Des Weiteren war für die Fahrzeuge mit Motorcode „MC10“ (Bezeichnung bei VOLVO für intracommunotäre Modelle) ein Flexi-Fuel-Aggregat in der Bezeichnung „T4F“ verfügbar, welches 132 kW leistete. Ebenso verfügte der V60 serienmäßig über das bereits im XC60 und S60 verwendete City Safety System. Dieses leitete bis zu einer Geschwindigkeit von 30 km/h (ab 2012 bis 50 km/h) automatisch eine Vollbremsung ein, wenn eine Kollision drohte.

#### V60 D6 Twin Engine (Plug-in Hybrid)
Im Vorfeld des Genfer Auto-Salons 2011 wurde von Volvo eine Studie eines Diesel-Plug-in-Hybrid des V60 vorgestellt. Ab 2012 konnte das Fahrzeug in Deutschland ab etwa 57.000 € aus einer ersten Kleinserie von 1000 Stück bestellt werden. Neben einem Dieselmotor mit 158 kW (215 PS), der die Vorderräder antrieb, kam ein 50 kW starker Elektromotor an der Hinterachse zum Einsatz, der mit 200 Nm somit einen Allradantrieb realisiert. Der rechnerische Verbrauch von 1,8 l Diesel auf den ersten 100 km (48 g CO2-Emission) beinhaltete allerdings auch das Leerfahren eines Akku mit 11,2 kWh Nennkapazität auf den ersten 50 km, welches in dem derzeitigen Testzyklus mit einem Verbrauch von 0 angesetzt wird. Der Verbrauch auf Langstrecken liegt erheblich höher.

#### Modellpflege
Mitte 2013 unterzog Volvo den V60 einer Modellpflege, bei der die Scheinwerfer zu einer Einheit gefasst wurden. Die Chrom-Umrandung des Kühlergrills, der nun vier anstelle von drei Lamellen trägt, entfiel.
Außerdem wurde das Design der Frontschürze geändert, so dass die klare optische Trennung zwischen dem mittleren unteren Lufteinlass und den äußeren abgemildert wird. Wie im Volvo V40 wird nun auch die digitale Instrumentierung angeboten. Dazu kamen Änderungen bei den Fahrerassistenzsystemen: Das Toter-Winkel-System BLIS basierte nicht mehr auf Kameras unter den Außenspiegeln, sondern auf Radarsensoren im hinteren Stoßfänger. Dazu erkannte es auch rückwärtigen Querverkehr beim Ausparken (Cross Traffic Alert). Die Dual-Xenon-Scheinwerfer mit Kurvenlicht wurde mit Abbiegelicht und intelligentem Fernlichtassistenten angeboten. Das aktive Geschwindigkeitssystem erkannte Fußgänger und Radfahrer.
Die 2013 eingeführten Vierzylinder-Motoren, wie z. B.der D4-Diesel-Motor, waren Eigenkonstruktionen.

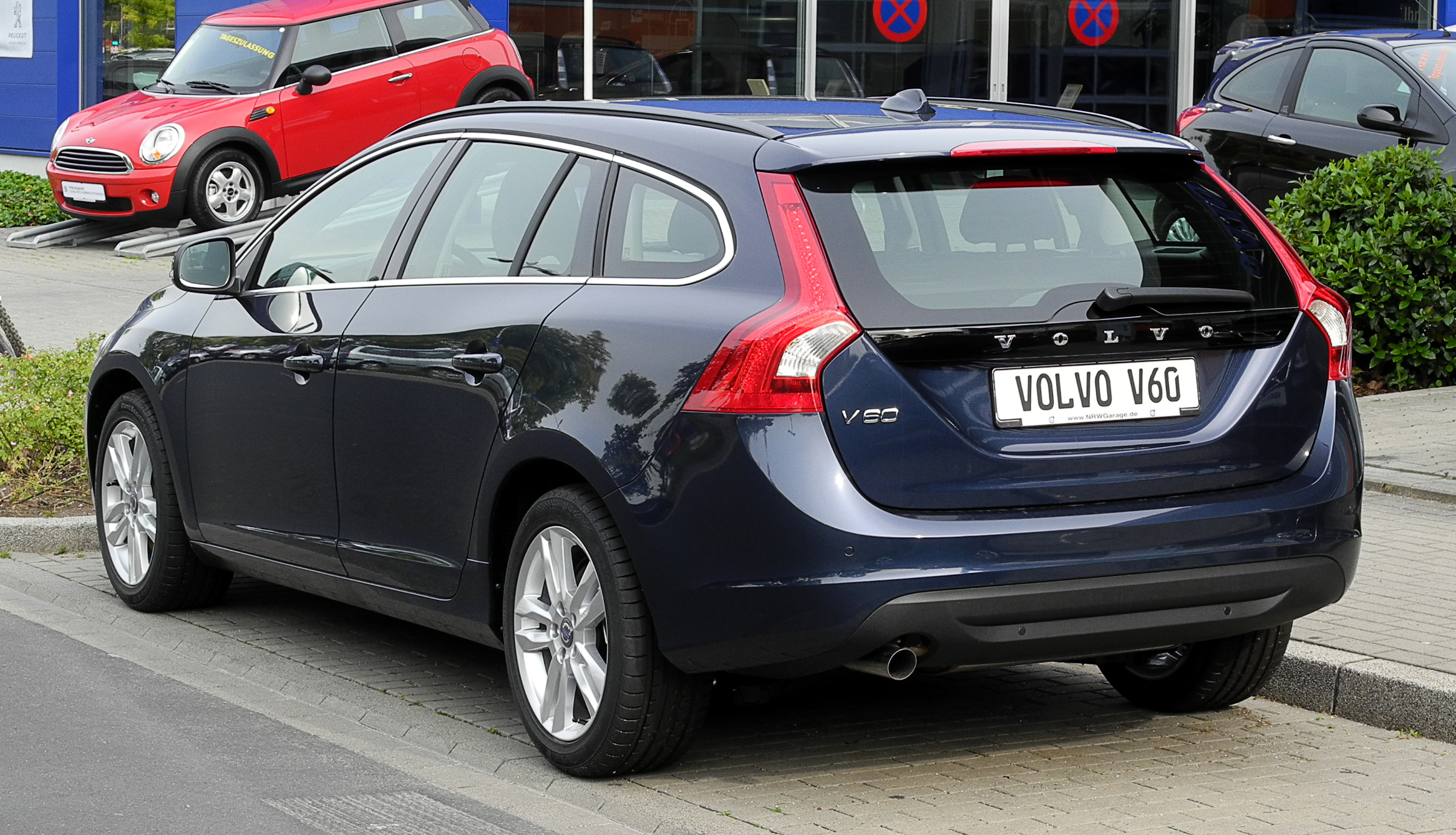
Heckansicht
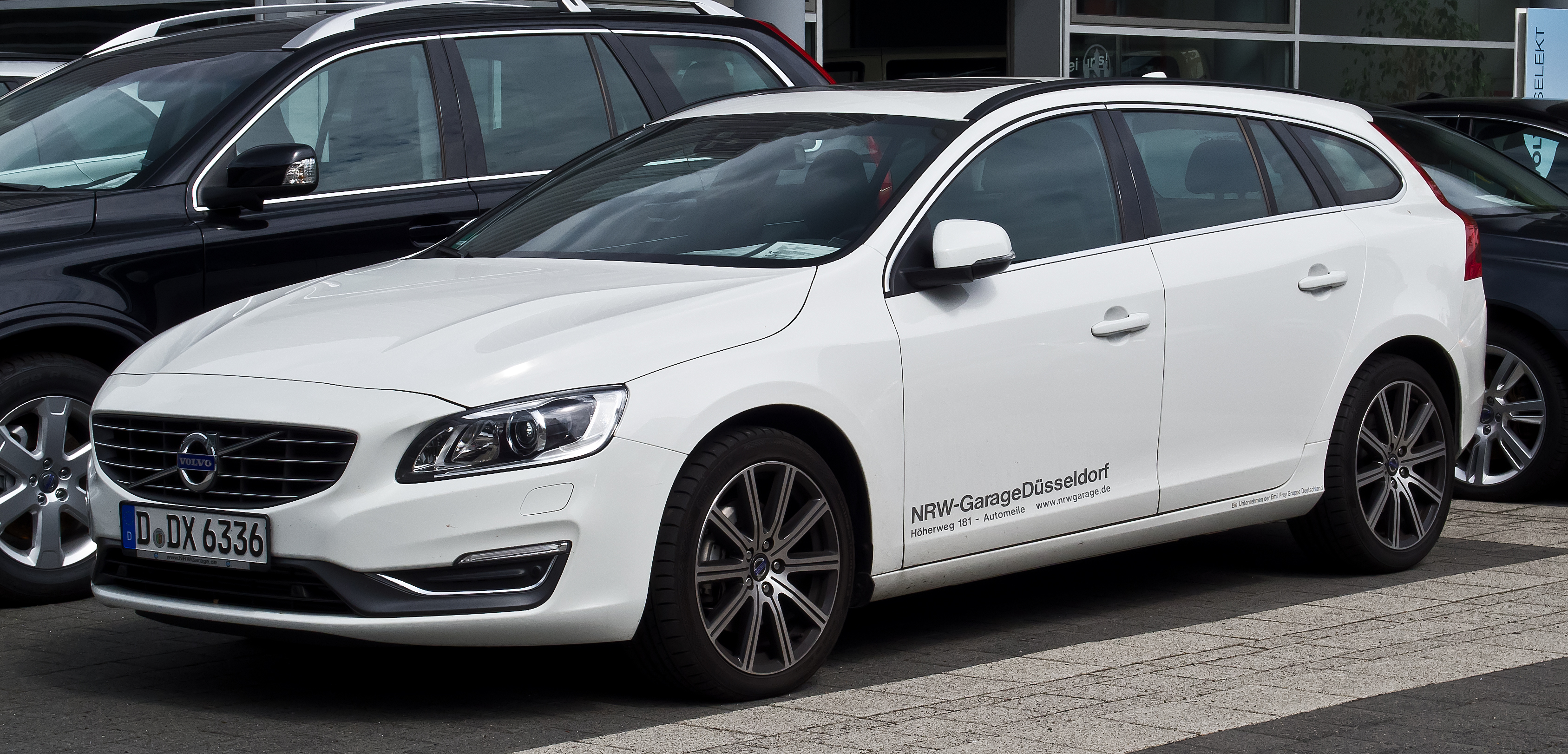
Volvo V60 (2013–2018)
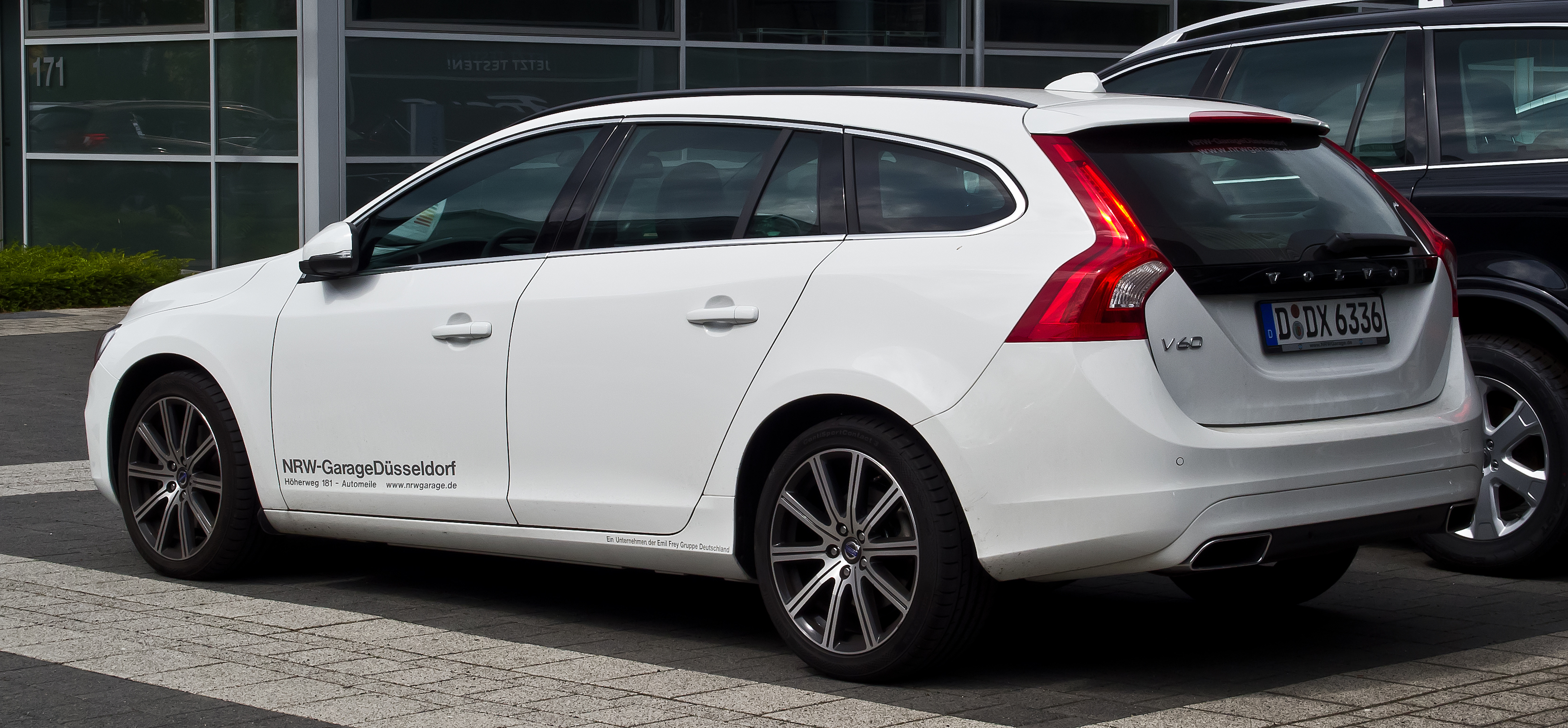
Heckansicht

### Technische Daten
Die Motorenpalette entspricht dem Volvo S60, allerdings unterscheidet sich der Verbrauch insofern, als kleinere Motoren einen erhöhten, die großen Motoren aber einen verminderten Verbrauch haben.

#### Ottomotoren
|                                                                  | T2                                      | T3                                      | T3                                          | T4                                      | T4                                      | 2.0T                                    | T5                                      | T5                                      | T6 AWD                                  | T6 AWD                                                | T6 AWD Polestar Performance                           | Polestar AWD                            |
| ---------------------------------------------------------------- | --------------------------------------- | --------------------------------------- | ------------------------------------------- | --------------------------------------- | --------------------------------------- | --------------------------------------- | --------------------------------------- | --------------------------------------- | --------------------------------------- | ----------------------------------------------------- | ----------------------------------------------------- | --------------------------------------- |
| Bauzeit                                                          | seit 11/2015                            | 09/2010–04/2015                         | seit 04/2015                                | 09/2010–04/2015                         | seit 04/2015                            | 09/2010–05/2011                         | 09/2010–11/2013                         | seit 11/2013                            | seit 11/2013                            | 09/2010–04/2014                                       | 09/2010–04/2014                                       | seit 07/2016                            |
| Motortyp                                                         | Ottomotor                               | Ottomotor                               | Ottomotor                                   | Ottomotor                               | Ottomotor                               | Ottomotor                               | Ottomotor                               | Ottomotor                               | Ottomotor                               | Ottomotor                                             | Ottomotor                                             | Ottomotor                               |
| Motorbauart                                                      | Vierzylinder-Reihenmotor mit Turbolader | Vierzylinder-Reihenmotor mit Turbolader | Vierzylinder-Reihenmotor mit Turbolader     | Vierzylinder-Reihenmotor mit Turbolader | Vierzylinder-Reihenmotor mit Turbolader | Vierzylinder-Reihenmotor mit Turbolader | Vierzylinder-Reihenmotor mit Turbolader | Vierzylinder-Reihenmotor mit Turbolader | Vierzylinder-Reihenmotor mit Turbolader | Sechszylinder- Reihenmotor mit Twin Scroll Turbolader | Sechszylinder- Reihenmotor mit Twin Scroll Turbolader | Vierzylinder-Reihenmotor mit Turbolader |
| Hubraum                                                          | 1498 cm³                                | 1596 cm³                                | 1969 cm³                                    | 1596 cm³                                | 1969 cm³                                | 1999 cm³                                | 1999 cm³                                | 1969 cm³                                | 1969 cm³                                | 2953 cm³                                              | 2953 cm³                                              | 1969 cm³                                |
| Leistung bei 1/min                                               | 90 kW (122 PS)/ 5000                    | 110 kW (150 PS)/ 5700                   | 112 kW (152 PS)/ 5000                       | 132 kW (180 PS)/ 5700                   | 140 kW (190 PS)/ 4700                   | 149 kW (203 PS)/ 6000                   | 177 kW (240 PS)/ 5500                   | 180 kW (245 PS)/ 5500                   | 225 kW (306 PS)/ 5700                   | 224 kW (304 PS)/ 5600                                 | 242 kW (329 PS)/ 5400-6500                            | 270 kW (367 PS)/ 6000                   |
| Drehmoment bei 1/min                                             | 220 Nm bei 1600–3500                    | 240 Nm bei 1600–4000                    | 250 Nm bei 1300–4000 [250 Nm bei 1700–4000] | 240 Nm bei 1600–5000                    | 300 Nm bei 1300–4000                    | 300 Nm bei 1750–4000                    | 320 Nm bei 1800–5000                    | 350 Nm bei 1500–4800                    | 400 Nm bei 2100–4500                    | 440 Nm bei 2100–4200                                  | 480 Nm bei 3000-3600                                  | 470 Nm bei 3100–5100                    |
| Getriebe, serienmäßig                                            | 6-Gang Geartronic                       | 6-Gang-Schaltgetriebe                   | 6-Gang-Schaltgetriebe                       | 6-Gang-Schaltgetriebe                   | 6-Gang-Schaltgetriebe                   | 6-Gang-Schaltgetriebe                   | 6-Gang-Powershift                       | 8-Gang Geartronic                       | 8-Gang Geartronic                       | 6-Gang Geartronic                                     | 6-Gang Geartronic                                     | 8-Gang Geartronic                       |
| Getriebe, Sonderausstattung                                      | —                                       | 6-Gang-Powershift                       | 6-Gang-Powershift                           | 6-Gang-Powershift                       | 6-Gang-Powershift                       | 6-Gang-Powershift                       | —                                       | —                                       | —                                       | —                                                     | —                                                     | —                                       |
| Antrieb                                                          | Vorderradantrieb                        | Vorderradantrieb                        | Vorderradantrieb                            | Vorderradantrieb                        | Vorderradantrieb                        | Vorderradantrieb                        | Vorderradantrieb                        | Vorderradantrieb                        | Allradantrieb                           | Allradantrieb                                         | Allradantrieb                                         | Allradantrieb                           |
| Beschleunigung, 0–100 km/h                                       | 10,3 s                                  | 9,6 s [10,4 s]                          | 8,6 s [8,6 s]                               | 8,5 s [9,2 s]                           | 7,2 s [7,2 s]                           | 7,9 s [8,4 s]                           | 7,7 s                                   | 6,4 s                                   | 6,0 s                                   | 6,0 s                                                 | 5,8 s                                                 | 4,8 s                                   |
| Höchstgeschwindigkeit                                            | 190 km/h                                | 200 [205] km/h                          | 205 [205] km/h                              | 220 [220] km/h                          | 225 [225] km/h                          | 230 [230] km/h                          | 230 km/h                                | 230 km/h                                | 250 km/h                                | 250 km/h                                              | 250 km/h                                              | 250 km/h                                |
| Kraftstoffverbrauch (nach EWG-Richtlinie, kombiniert auf 100 km) | 5,9 l                                   | 6,0 l [7,2 l]                           | 5,8 l [5,9 l]                               | 6,6 l [7,2 l]                           | 5,8 l [5,8 l]                           | 8,1 l [8,3 l]                           | 8,2 l                                   | 6,1 l                                   | 6,7 l                                   | 10,2 l                                                | 10,2 l                                                | 8,1 l                                   |
| CO2-Emission (g/km) kombiniert                                   | 138                                     | 139 [167]                               | 135 [138]                                   | 153 [167]                               | 135 [136]                               | 189 [194]                               | 192                                     | 142                                     | 157                                     | 237                                                   | 237                                                   | 186                                     |
| Abgasnorm nach EU-Klassifikation                                 | Euro 6                                  | Euro 5                                  | Euro 6                                      | Euro 5                                  | Euro 6                                  | Euro 5                                  | Euro 5                                  | Euro 6                                  | Euro 6                                  | Euro 5                                                | Euro 5                                                | Euro 6                                  |

#### Dieselmotoren
|                                                                  | DRIVe/D2 1                           | D2                                   | D3                                   | D3                                   | D3/D4 2                              | D4 3                                 | D4 AWD                               | D4 AWD                               | D4                                   | D4 AWD                               | D5                                   | D5 AWD                               | D5                                   | D5 AWD                               | D5                                   | D6 AWD Plug-in Hybrid                                       | D6 AWD Plug-in Hybrid                                       |
| ---------------------------------------------------------------- | ------------------------------------ | ------------------------------------ | ------------------------------------ | ------------------------------------ | ------------------------------------ | ------------------------------------ | ------------------------------------ | ------------------------------------ | ------------------------------------ | ------------------------------------ | ------------------------------------ | ------------------------------------ | ------------------------------------ | ------------------------------------ | ------------------------------------ | ----------------------------------------------------------- | ----------------------------------------------------------- |
| Bauzeit                                                          | 02/2011–04/2015                      | seit 04/2015                         | 05/2012–04/2015                      | seit 04/2015                         | 11/2010–11/2013                      | 11/2013–04/2015                      | 05/2012–11/2013                      | 11/2013–04/2015                      | seit 04/2015                         | seit 04/2015                         | 11/2010–05/2011                      | 11/2010–05/2011                      | 05/2011–04/2015                      | 05/2011–04/2015                      | seit 04/2015                         | 04/2013–04/2015                                             | seit 04/2015                                                |
| Motortyp                                                         | Dieselmotor                          | Dieselmotor                          | Dieselmotor                          | Dieselmotor                          | Dieselmotor                          | Dieselmotor                          | Dieselmotor                          | Dieselmotor                          | Dieselmotor                          | Dieselmotor                          | Dieselmotor                          | Dieselmotor                          | Dieselmotor                          | Dieselmotor                          | Dieselmotor                          | Dieselmotor + Elektromotor                                  | Dieselmotor + Elektromotor                                  |
| Motorbauart                                                      | Vierzylinder-Reihen-Turbodieselmotor | Vierzylinder-Reihen-Turbodieselmotor | Fünfzylinder-Reihen-Turbodieselmotor | Vierzylinder-Reihen-Turbodieselmotor | Fünfzylinder-Reihen-Turbodieselmotor | Vierzylinder-Reihen-Turbodieselmotor | Fünfzylinder-Reihen-Turbodieselmotor | Fünfzylinder-Reihen-Turbodieselmotor | Vierzylinder-Reihen-Turbodieselmotor | Fünfzylinder-Reihen-Turbodieselmotor | Fünfzylinder-Reihen-Turbodieselmotor | Fünfzylinder-Reihen-Turbodieselmotor | Fünfzylinder-Reihen-Turbodieselmotor | Fünfzylinder-Reihen-Turbodieselmotor | Vierzylinder-Reihen-Turbodieselmotor | Fünfzylinder-Reihen-Turbodieselmotor                        | Fünfzylinder-Reihen-Turbodieselmotor                        |
| Hubraum                                                          | 1560 cm²                             | 1969 cm³                             | 1984 cm³                             | 1969 cm³                             | 1984 cm³                             | 1969 cm³                             | 2400 cm³                             | 2400 cm³                             | 1969 cm³                             | 2400 cm³                             | 2400 cm³                             | 2400 cm³                             | 2400 cm³                             | 2400 cm³                             | 1969 cm³                             | 2400 cm³                                                    | 2400 cm³                                                    |
| Leistung bei 1/min                                               | 84 kW (114 PS)/ 3600                 | 88 kW (120 PS)/ 3750                 | 100 kW (136 PS)/ 3500                | 110 kW (150 PS)/ 3750                | 120 kW (163 PS)/ 3000                | 133 kW (181 PS)/ 4250                | 120 kW (163 PS)/ 4000                | 133 kW (181 PS)/ 4000                | 140 kW (190 PS)/ 4250                | 140 kW (190 PS)/ 4000                | 151 kW (205 PS)/ 4000                | 151 kW (205 PS)/ 4000                | 158 kW (215 PS)/ 4000                | 158 kW (215 PS)/ 4000                | 165 kW (225 PS)/ 4250                | Diesel: 158 kW (215 PS)/4000 Elektrisch:+50 kW (68 PS)/2400 | Diesel: 162 kW (220 PS)/4000 Elektrisch:+50 kW (68 PS)/2387 |
| Drehmoment bei 1/min                                             | 270 Nm bei 1750–2500                 | 280 Nm bei 1500–2250                 | 350 Nm bei 1500–2250                 | 320 Nm bei 1750–3000                 | 400 Nm bei 1400–2750                 | 400 Nm bei 1750–2500                 | 420 Nm bei 1500–2500                 | 420 Nm bei 1500–2500                 | 400 Nm bei 1750–2500                 | 440 Nm bei 1500–2750                 | 420 Nm bei 1500–3250                 | 420 Nm bei 1500–3250                 | 420 Nm bei 1500–3250                 | 440 Nm bei 1500–3000                 | 470 Nm bei 1750–2500                 | Diesel:440 Nm/1500–3000 Elektrisch:200 Nm/320–1700          | Diesel:440 Nm/1500–3000 Elektrisch:200 Nm/320–1700          |
| Getriebe, serienmäßig                                            | 6-Gang-Schaltgetriebe                | 6-Gang-Schaltgetriebe                | 6-Gang-Schaltgetriebe                | 6-Gang-Schaltgetriebe                | 6-Gang-Schaltgetriebe                | 6-Gang-Schaltgetriebe                | 6-Gang-Geartronic                    | 6-Gang-Geartronic                    | 6-Gang-Schaltgetriebe                | 6-Gang-Geartronic                    | 6-Gang-Schaltgetriebe                | 6-Gang-Geartronic                    | 6-Gang-Schaltgetriebe                | 6-Gang-Geartronic                    | 8-Gang-Geartronic                    | 6-Gang-Geartronic                                           | 6-Gang-Geartronic                                           |
| Getriebe, Sonderausstattung                                      | 6-Gang-Powershift                    | 6-Gang-Geartronic                    | 6-Gang-Geartronic                    | 6-Gang-Geartronic                    | 6-Gang-Geartronic                    | 8-Gang-Geartronic                    | —                                    | —                                    | 8-Gang-Geartronic                    | —                                    | 6-Gang-Geartronic                    | —                                    | 6-Gang-Geartronic                    | —                                    | —                                    | —                                                           | —                                                           |
| Antrieb                                                          | Vorderradantrieb                     | Vorderradantrieb                     | Vorderradantrieb                     | Vorderradantrieb                     | Vorderradantrieb                     | Vorderradantrieb                     | Allradantrieb                        | Allradantrieb                        | Vorderradantrieb                     | Allradantrieb                        | Vorderradantrieb                     | Allradantrieb                        | Vorderradantrieb                     | Allradantrieb                        | Vorderradantrieb                     | Allradantrieb (je nach Fahrmodus)                           | Allradantrieb (je nach Fahrmodus)                           |
| Beschleunigung, 0–100 km/h                                       | 11,3 s [12,7 s]                      | 11,5 s [11,7 s]                      | 10,4 s [10,4 s]                      | 9,1 s [9,1 s]                        | 9,4 s [9,4 s]                        | 7,6 s [7,6 s]                        | 10,4                                 | 8,8 s                                | 7,7 s [7,7 s]                        | 8,9 s                                | 7,9 s [7,9 s]                        | 8,2 s                                | 7,5 s [7,7 s]                        | 7,7 s                                | 6,5 s                                | 6,1 s                                                       | 6,0 s                                                       |
| Höchstgeschwindigkeit                                            | 190 [185] km/h                       | 195 [195] km/h                       | 200 [205] km/h                       | 210 [210] km/h                       | 220 [215] km/h                       | 225 [225] km/h                       | 215 km/h                             | 220 km/h                             | 225 [225] km/h                       | 225 km/h                             | 230 [230] km/h                       | 225 km/h                             | 230 [230] km/h                       | 225 km/h                             | 230 km/h                             | 230 km/h (rein elektr. 125/ 150 Allrad)                     | 230 km/h (rein elektr. 125/ 150 Allrad)                     |
| Kraftstoffverbrauch (nach EWG-Richtlinie, kombiniert auf 100 km) | 4,1 l [4,2 l]                        | 3,7 l [4,2 l]                        | 4,5 l [4,9 l]                        | 3,9 l [4,2 l]                        | 4,5 l [4,9 l]                        | 3,8 l [4,2 l]                        | 6,4 l                                | 6,4 l                                | 3,8 l [4,3 l]                        | 5,5 l                                | 5,4 l [6,4 l]                        | 6,9 l                                | 4,6 l [6,2 l]                        | 6,4 l                                | 4,8 l                                | 1,8 l                                                       | 1,8 l                                                       |
| CO2-Emission (g/km) kombiniert                                   | 108 [110]                            | 98 [109]                             | 119 [129]                            | 102 [109]                            | 119 [129]                            | 99 [109]                             | 169                                  | 169                                  | 101 [116]                            | 146                                  | 142 [169]                            | 183                                  | 120 [162]                            | 169                                  | 125                                  | 48                                                          | 48                                                          |
| Abgasnorm nach EU-Klassifikation                                 | Euro 5                               | Euro 6                               | Euro 5                               | Euro 6                               | Euro 5                               | Euro 6                               | Euro 5                               | Euro 5                               | Euro 6                               | Euro 6                               | Euro 5                               | Euro 5                               | Euro 5                               | Euro 5                               | Euro 6                               | Euro 5                                                      | Euro 6                                                      |

[Werte für Automatikgetriebe (Powershift, Geartronic)]

## 2. Generation (seit 2018)

### Geschichte
Die zweite Generation des V60 wurde am 21. Februar 2018 in Stockholm vorgestellt und hatte ihre Öffentlichkeitspremiere Anfang März 2018 auf dem 88. Genfer Auto-Salon. Als Zeitpunkt für die Markteinführung gab Volvo den Sommer 2018 an und veranschlagte Preise ab 40.100 Euro. Gegenüber dem Vorgängermodell ist der neue V60 rund 13 Zentimeter länger und baut auf der Scalable Product Architecture-Plattform (SPA) auf, die mit der zweiten Generation des XC90 eingeführt wurde. Die Limousine S60 folgte Ende 2018. Für ihr Design wurde die zweite Generation des V60 mit dem „autonis Award“ der Auto Motor und Sport ausgezeichnet. Eine überarbeitete Version des V60 präsentierte Volvo im März 2022.

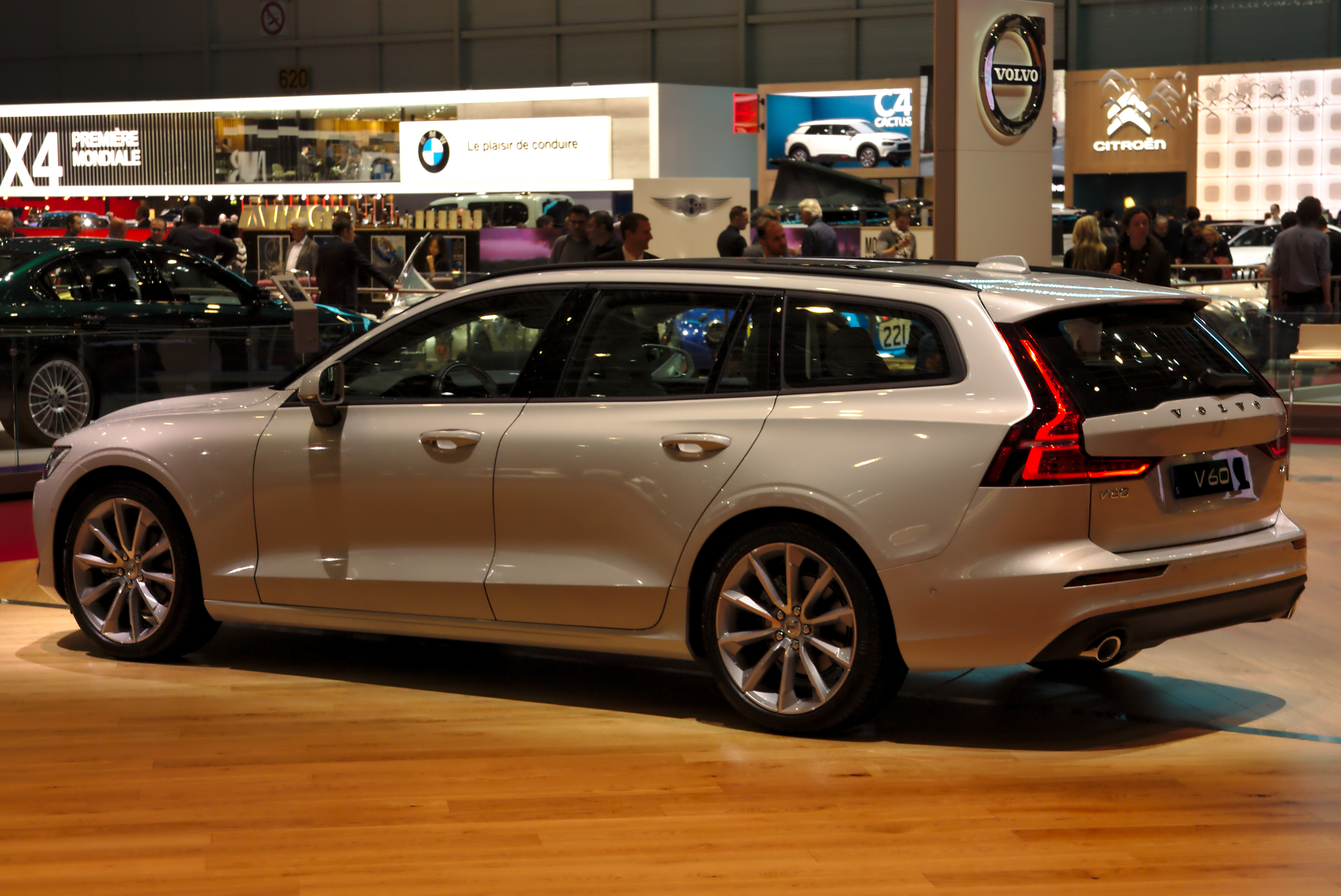
Heckansicht
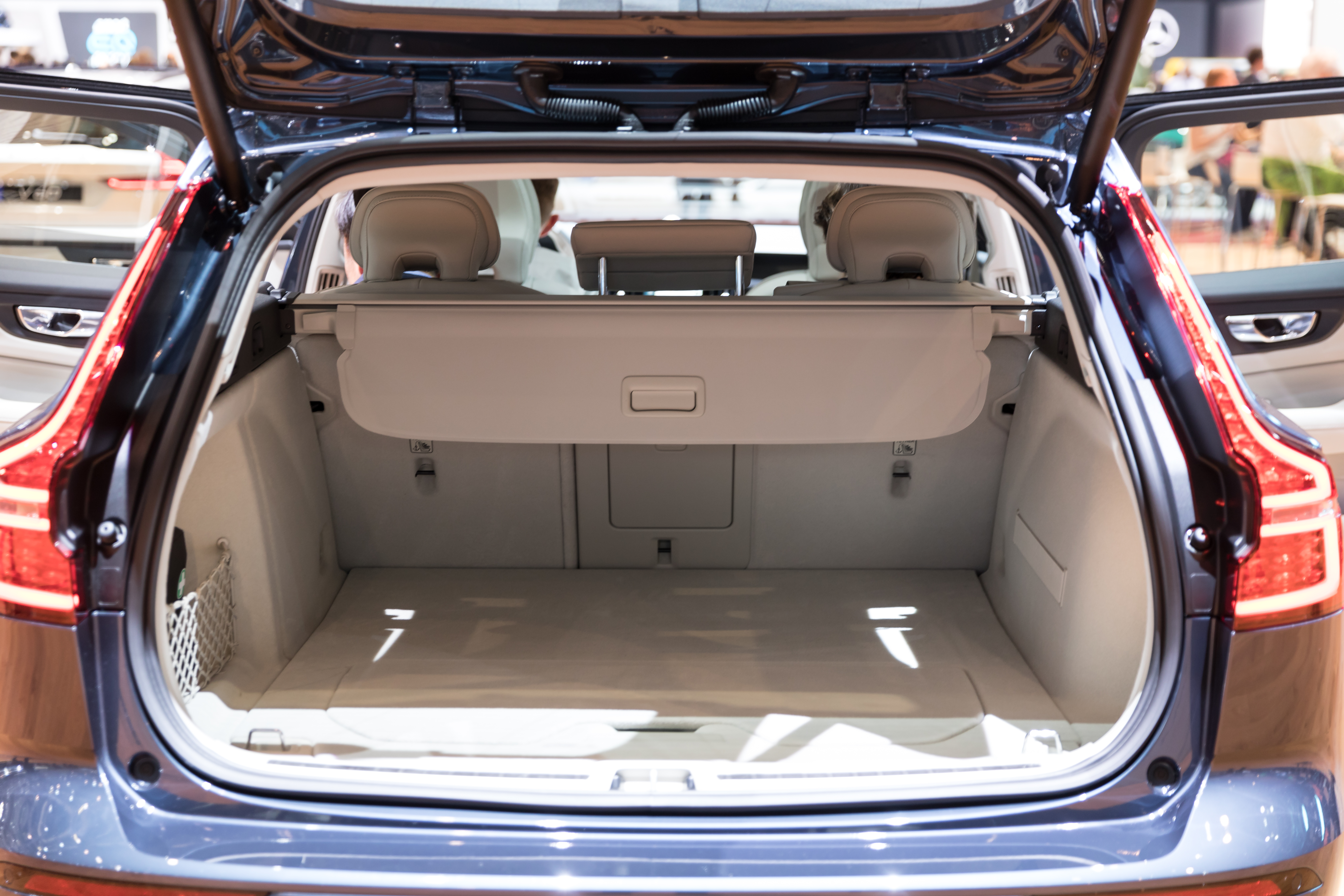
Blick in den Kofferraum
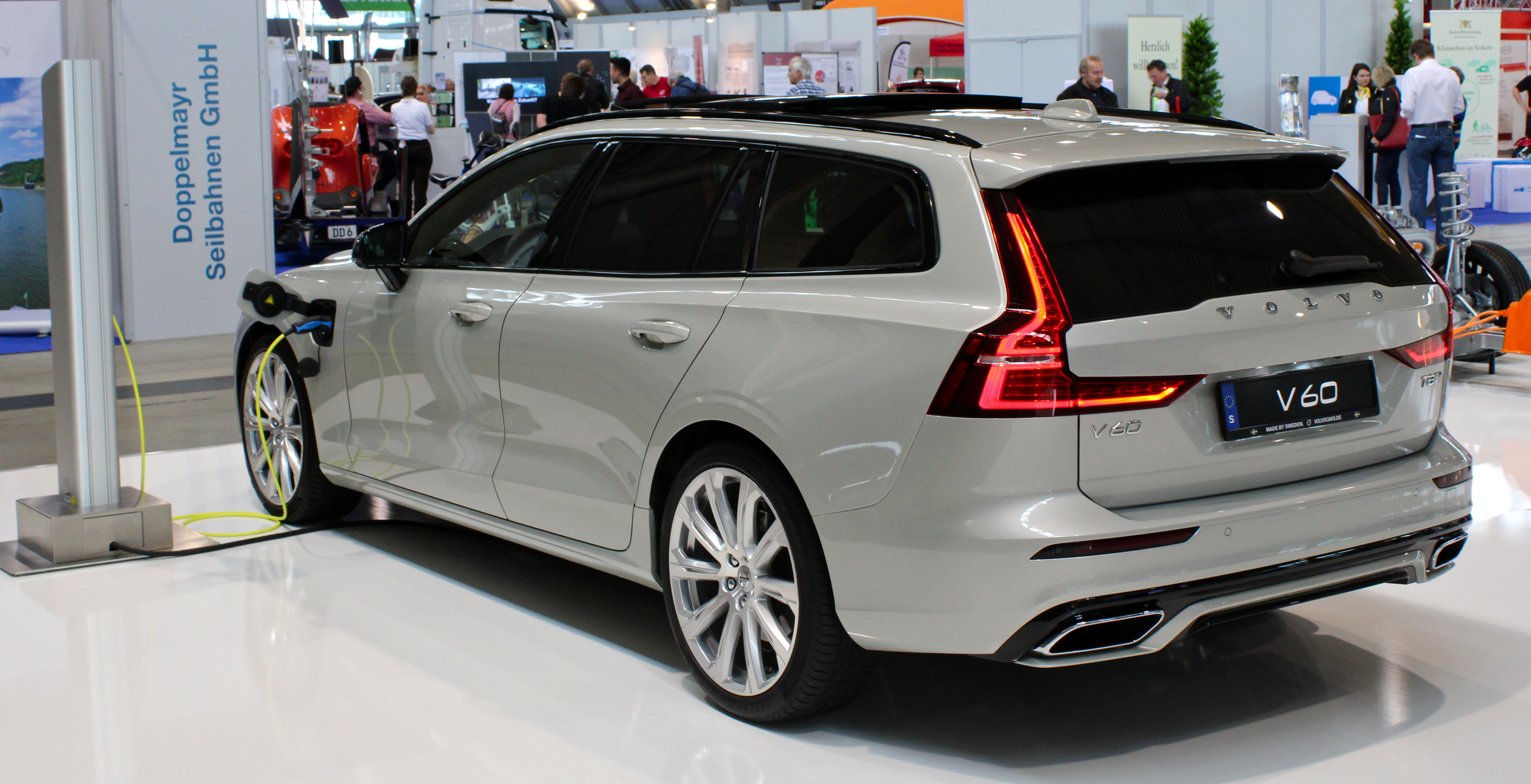
Volvo V60 T8 TWIN ENGINE
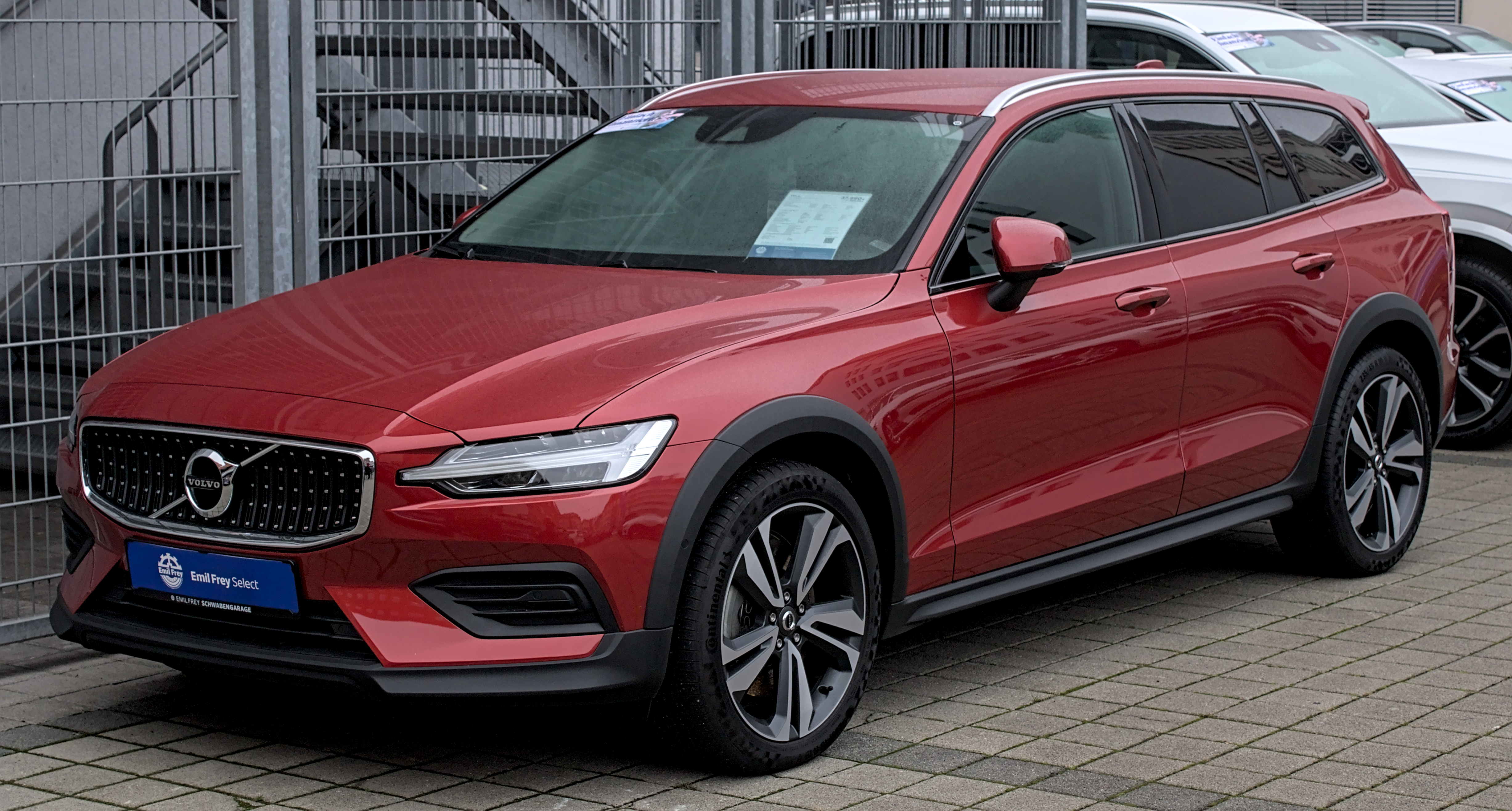
Volvo V60 Cross Country (2018–2022)
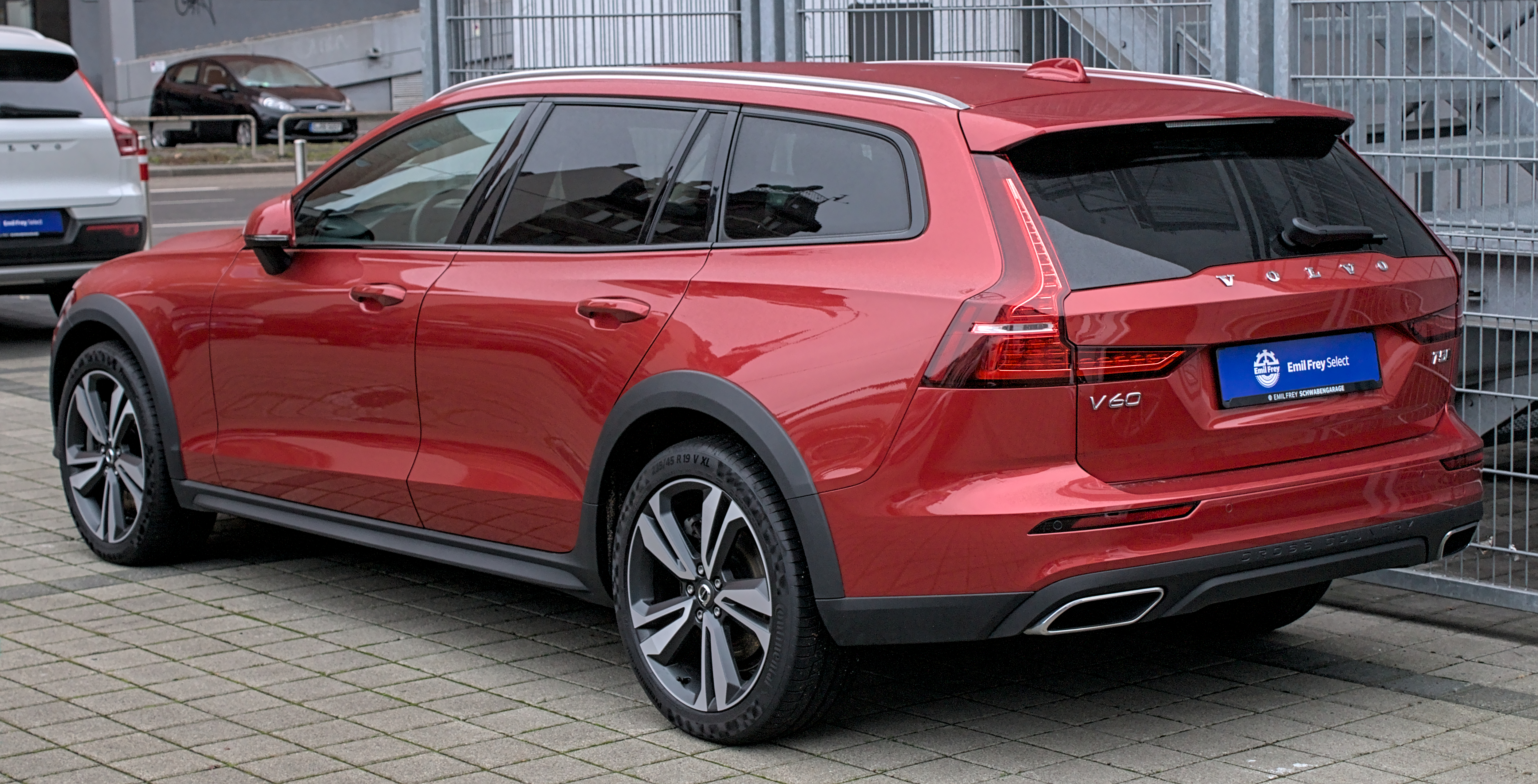
Heckansicht
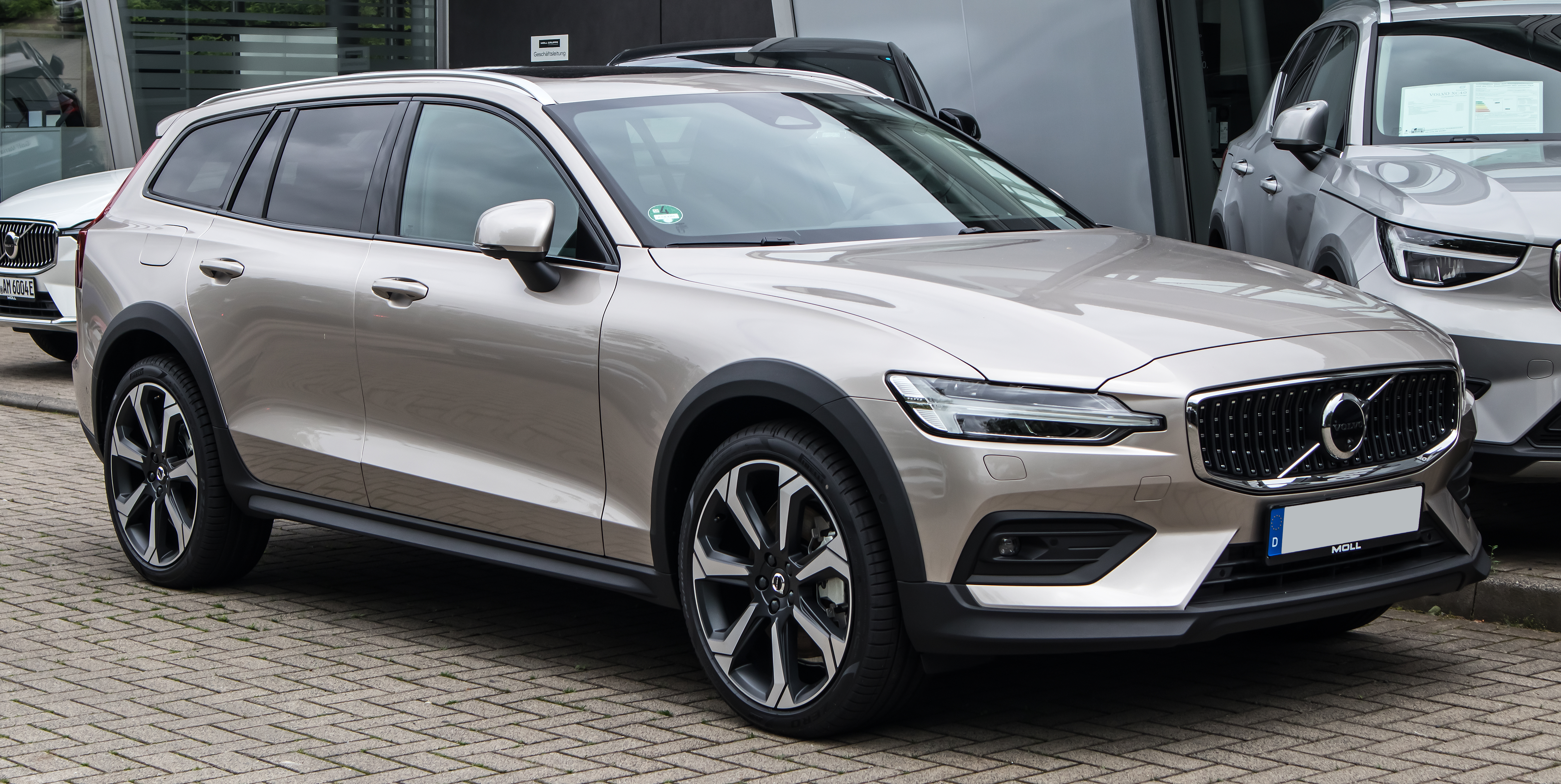
Volvo V60 Cross Country (2022–2024)
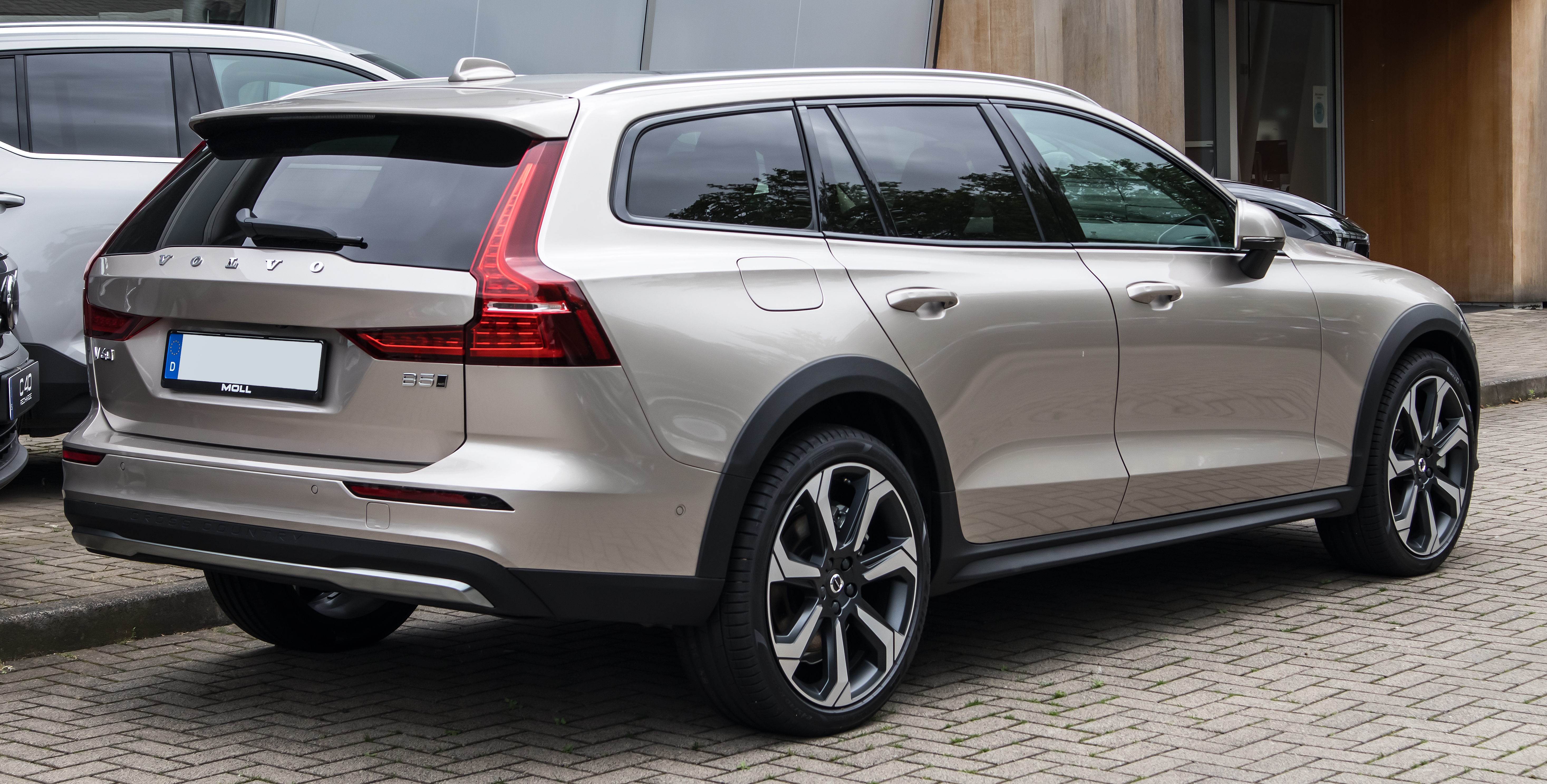
Heckansicht

### Technik
Ein besonderes technisches Detail der R-Design-Linie waren bei Marktstart neben Lenkradheizung auch die beheizbaren Scheibenwischblätter. Ab 2020 waren diese Optionen auch in anderen höheren Ausstattungsvarianten enthalten bzw. als Option konfigurierbar.
Ab Modelljahr 2022 wurde das proprietäre SensusOS System durch ein Google basiertes Android Auto OS (AAOS) im Fahrzeug abgelöst. Damit gingen geänderte Visualisierungen im digitalen Tacho sowie im Center-Display einher. Ebenfalls war es nun möglich, Apps direkt aus dem Google Play Store herunterzuladen und zu installieren. Sämtliche System-Updates können mit AAOS over-the-air erfolgen, was beim Vorgänger SensusOS nur den Navigationsdaten im begrenzten Umfang vorbehalten war.
Eine weitere Änderung zum Modelljahr 2022 war der Wegfall der Drive-Modes und des damit verbundenen Auswahlschalters in der Mittelkonsole. Bis Modelljahr 2021-late konnte zwischen den Fahrmodi „Comfort“, „Eco“ und „Dynamic“ (bzw. „Polestar Engineered“) gewählt werden. Beim V60 Cross Country war es außerdem möglich einen „Off-Road“ Modus zu wählen, welcher bis 20 km/h aktiv ist und für grobe Untergründe vorgesehen war für optimale Traktion.

#### Motoren
Antriebsseitig standen zum Marktstart ein 184 kW (250 PS) oder 228 kW (310 PS) starker Zweiliter-Ottomotor und ein Zweiliter-Dieselmotor mit 110 kW (150 PS) oder 140 kW (190 PS) zur Auswahl. Später folgten zwei Plug-in-Hybrid-Varianten mit einer Systemleistung von 251 kW (340 PS) oder 288 kW (390 PS). Im Gegensatz zum Vorgängermodell kommt hier nun ein Ottomotor zum Einsatz. Außerdem sind seit Oktober 2018 leistungsgesteigerte Varianten von Polestar erhältlich. Die Produktion von V60 mit Dieselmotoren endete im Februar 2024.

##### Ottomotoren
|                                                                   | T4                                                            | T4 Polestar Performance                                       | T5                                                            | T5 AWD                                                        | T5 Polestar Performance                                       | T5 AWD Polestar Performance                                   | T6 AWD                                                        | T6 AWD Polestar Performance                                   | B3                                                                         | B3                                                                         | B4                                                                         | B4                                                                         | B4                                                                         | B5                                                                         | B5 AWD                                                                     | B6 AWD                                                                     | T6 TWIN ENGINE                                                                              | T6 Recharge                                                                                 | T6 Recharge                                                                                 | T8 TWIN ENGINE                                                                              | T8 TWIN ENGINE Polestar Performance                                                         | T8 Recharge                                                                                 | T8 Recharge                                                                                 |
| ----------------------------------------------------------------- | ------------------------------------------------------------- | ------------------------------------------------------------- | ------------------------------------------------------------- | ------------------------------------------------------------- | ------------------------------------------------------------- | ------------------------------------------------------------- | ------------------------------------------------------------- | ------------------------------------------------------------- | -------------------------------------------------------------------------- | -------------------------------------------------------------------------- | -------------------------------------------------------------------------- | -------------------------------------------------------------------------- | -------------------------------------------------------------------------- | -------------------------------------------------------------------------- | -------------------------------------------------------------------------- | -------------------------------------------------------------------------- | ------------------------------------------------------------------------------------------- | ------------------------------------------------------------------------------------------- | ------------------------------------------------------------------------------------------- | ------------------------------------------------------------------------------------------- | ------------------------------------------------------------------------------------------- | ------------------------------------------------------------------------------------------- | ------------------------------------------------------------------------------------------- |
| Bauzeitraum:                                                      | 03/2019–03/2020                                               | 03/2019–03/2020                                               | 07/2018–03/2020                                               | 03/2019–03/2020                                               | 03/2019–03/2020                                               | 03/2019–03/2020                                               | 07/2018–03/2020                                               | 10/2018–03/2020                                               | 03/2020–02/2022                                                            | 02/2022–02/2024                                                            | 03/2020–02/2022                                                            | 02/2022–04/2024                                                            | seit 04/2024                                                               | 03/2020–12/2021                                                            | 03/2020–10/2022                                                            | 03/2020–12/2021                                                            | 09/2019–09/2021                                                                             | 09/2021–01/2024                                                                             | seit 01/2024                                                                                | 10/2018–09/2021                                                                             | 03/2019–09/2021                                                                             | 09/2021–01/2024                                                                             | seit 01/2024                                                                                |
| Motortyp:                                                         | Vierzylinder-Ottomotor in Reihenbauart und Direkteinspritzung | Vierzylinder-Ottomotor in Reihenbauart und Direkteinspritzung | Vierzylinder-Ottomotor in Reihenbauart und Direkteinspritzung | Vierzylinder-Ottomotor in Reihenbauart und Direkteinspritzung | Vierzylinder-Ottomotor in Reihenbauart und Direkteinspritzung | Vierzylinder-Ottomotor in Reihenbauart und Direkteinspritzung | Vierzylinder-Ottomotor in Reihenbauart und Direkteinspritzung | Vierzylinder-Ottomotor in Reihenbauart und Direkteinspritzung | Vierzylinder-Ottomotor in Reihenbauart und Direkteinspritzung, Mild-Hybrid | Vierzylinder-Ottomotor in Reihenbauart und Direkteinspritzung, Mild-Hybrid | Vierzylinder-Ottomotor in Reihenbauart und Direkteinspritzung, Mild-Hybrid | Vierzylinder-Ottomotor in Reihenbauart und Direkteinspritzung, Mild-Hybrid | Vierzylinder-Ottomotor in Reihenbauart und Direkteinspritzung, Mild-Hybrid | Vierzylinder-Ottomotor in Reihenbauart und Direkteinspritzung, Mild-Hybrid | Vierzylinder-Ottomotor in Reihenbauart und Direkteinspritzung, Mild-Hybrid | Vierzylinder-Ottomotor in Reihenbauart und Direkteinspritzung, Mild-Hybrid | Plug-in-Hybrid (Otto/Elektro) Vierzylinder-Ottomotor in Reihenbauart und Direkteinspritzung | Plug-in-Hybrid (Otto/Elektro) Vierzylinder-Ottomotor in Reihenbauart und Direkteinspritzung | Plug-in-Hybrid (Otto/Elektro) Vierzylinder-Ottomotor in Reihenbauart und Direkteinspritzung | Plug-in-Hybrid (Otto/Elektro) Vierzylinder-Ottomotor in Reihenbauart und Direkteinspritzung | Plug-in-Hybrid (Otto/Elektro) Vierzylinder-Ottomotor in Reihenbauart und Direkteinspritzung | Plug-in-Hybrid (Otto/Elektro) Vierzylinder-Ottomotor in Reihenbauart und Direkteinspritzung | Plug-in-Hybrid (Otto/Elektro) Vierzylinder-Ottomotor in Reihenbauart und Direkteinspritzung |
| Motoraufladung:                                                   | Turbolader                                                    | Turbolader                                                    | Turbolader                                                    | Turbolader                                                    | Turbolader                                                    | Turbolader                                                    | Turbolader und Kompressor                                     | Turbolader und Kompressor                                     | Turbolader                                                                 | Turbolader                                                                 | Turbolader                                                                 | Turbolader                                                                 | Turbolader                                                                 | Turbolader                                                                 | Turbolader                                                                 | Turbolader und Kompressor                                                  | Turbolader und Kompressor                                                                   | Turbolader und Kompressor                                                                   | Turbolader und Kompressor                                                                   | Turbolader und Kompressor                                                                   | Turbolader und Kompressor                                                                   | Turbolader und Kompressor                                                                   | Turbolader und Kompressor                                                                   |
| Hubraum:                                                          | 1969 cm³                                                      | 1969 cm³                                                      | 1969 cm³                                                      | 1969 cm³                                                      | 1969 cm³                                                      | 1969 cm³                                                      | 1969 cm³                                                      | 1969 cm³                                                      | 1969 cm³                                                                   | 1969 cm³                                                                   | 1969 cm³                                                                   | 1969 cm³                                                                   | 1969 cm³                                                                   | 1969 cm³                                                                   | 1969 cm³                                                                   | 1969 cm³                                                                   | 1969 cm³                                                                                    | 1969 cm³                                                                                    | 1969 cm³                                                                                    | 1969 cm³                                                                                    | 1969 cm³                                                                                    | 1969 cm³                                                                                    | 1969 cm³                                                                                    |
| Verdichtungsverhältnis:                                           | 10,3 : 1                                                      | 10,3 : 1                                                      | 10,3 : 1                                                      | 10,3 : 1                                                      | 10,3 : 1                                                      | 10,3 : 1                                                      | 10,3 : 1                                                      | 10,3 : 1                                                      | 10,3 : 1                                                                   | 10,3 : 1                                                                   | 10,3 : 1                                                                   | 10,3 : 1                                                                   | 10,3 : 1                                                                   | 10,3 : 1                                                                   | 10,3 : 1                                                                   | 10,3 : 1                                                                   | 10,3 : 1                                                                                    | 10,3 : 1                                                                                    | 10,3 : 1                                                                                    | 10,3 : 1                                                                                    | 10,3 : 1                                                                                    | 10,3 : 1                                                                                    | 10,3 : 1                                                                                    |
| max. Leistung bei min−1:                                          | 140 kW (190 PS) bei 5000/min                                  | 155 kW (210 PS) bei 5000/min                                  | 184 kW (250 PS) bei 5500/min                                  | 184 kW (250 PS) bei 5500/min                                  | 186 kW (253 PS) bei 5500/min                                  | 186 kW (253 PS) bei 5500/min                                  | 228 kW (310 PS) bei 5700/min                                  | 240 kW (326 PS) bei 5700/min                                  | 120 kW (163 PS) bei 4800/min                                               | 120 kW (163 PS) bei 4800/min                                               | 145 kW (197 PS) bei 4800–5400/min                                          | 145 kW (197 PS) bei 4800–5400/min                                          | 145 kW (197 PS) bei 4750                                                   | 184 kW (250 PS) bei 5400–5700/min                                          | 184 kW (250 PS) bei 5400–5700/min                                          | 220 kW (300 PS) bei 5400/min                                               | 186 kW (253 PS) bei 6000/min + 65 kW (87 PS)                                                | 186 kW (253 PS) bei 5500/min + 107 kW (145 PS)                                              | 186 kW (253 PS) bei 5500/min + 107 kW (145 PS)                                              | 223 kW (303 PS) bei 6000/min + 65 kW (87 PS)                                                | 233 kW (318 PS) bei 6000/min + 65 kW (87 PS)                                                | 228 kW (310 PS) bei 6000/min + 107 kW (145 PS)                                              | 228 kW (310 PS) bei 6000/min + 107 kW (145 PS)                                              |
| max. Drehmoment bei min−1:                                        | 300 Nm bei 1700–4000/min                                      | 360 Nm bei 2200–5100/min                                      | 350 Nm bei 1800–4800/min                                      | 350 Nm bei 1800–4800/min                                      | 400 Nm bei 1800–4800/min                                      | 400 Nm bei 1800–4800/min                                      | 400 Nm bei 2200–5100/min                                      | 430 Nm bei 2200–5100/min                                      | 265 Nm bei 1500–3900/min                                                   | 265 Nm bei 1500–3900/min                                                   | 300 Nm bei 1500–4200/min                                                   | 300 Nm bei 1500–4200/min                                                   | 300 Nm bei 1500/min                                                        | 350 Nm bei 1800–4800/min                                                   | 350 Nm bei 1800–4800/min                                                   | 420 Nm bei 2100–4800/min                                                   | 350 Nm bei 1800–4800/min + 240 Nm                                                           | 350 Nm bei 2500–5000/min + 309 Nm                                                           | 350 Nm bei 2500–5000/min + 309 Nm                                                           | 400 Nm bei 2200–4800/min + 240 Nm                                                           | 430 Nm bei 4500/min + 240 Nm                                                                | 400 Nm bei 3000–4800/min + 309 Nm                                                           | 400 Nm bei 3000–4800/min + 309 Nm                                                           |
| Antriebsart, serienmäßig:                                         | Vorderradantrieb                                              | Vorderradantrieb                                              | Vorderradantrieb                                              | Allradantrieb (AWD)                                           | Vorderradantrieb                                              | Allradantrieb (AWD)                                           | Allradantrieb (AWD)                                           | Allradantrieb (AWD)                                           | Vorderradantrieb                                                           | Vorderradantrieb                                                           | Vorderradantrieb                                                           | Vorderradantrieb                                                           | Vorderradantrieb                                                           | Vorderradantrieb                                                           | Allradantrieb (AWD)                                                        | Allradantrieb (AWD)                                                        | Allradantrieb (AWD)                                                                         | Allradantrieb (AWD)                                                                         | Allradantrieb (AWD)                                                                         | Allradantrieb (AWD)                                                                         | Allradantrieb (AWD)                                                                         | Allradantrieb (AWD)                                                                         | Allradantrieb (AWD)                                                                         |
| Getriebe, serienmäßig:                                            | 8-Gang-Geartronic                                             | 8-Gang-Geartronic                                             | 8-Gang-Geartronic                                             | 8-Gang-Geartronic                                             | 8-Gang-Geartronic                                             | 8-Gang-Geartronic                                             | 8-Gang-Geartronic                                             | 8-Gang-Geartronic                                             | 8-Gang-Geartronic                                                          | 7-Gang-Doppelkupplungsgetriebe                                             | 8-Gang-Geartronic                                                          | 7-Gang-Doppelkupplungsgetriebe                                             | 7-Gang-Doppelkupplungsgetriebe                                             | 8-Gang-Geartronic                                                          | 8-Gang-Geartronic                                                          | 8-Gang-Geartronic                                                          | 8-Gang-Geartronic                                                                           | 8-Gang-Geartronic                                                                           | 8-Gang-Geartronic                                                                           | 8-Gang-Geartronic                                                                           | 8-Gang-Geartronic                                                                           | 8-Gang-Geartronic                                                                           | 8-Gang-Geartronic                                                                           |
| Getriebe, optional:                                               | —                                                             | —                                                             | —                                                             | —                                                             | —                                                             | —                                                             | —                                                             | —                                                             | —                                                                          | —                                                                          | —                                                                          | —                                                                          | —                                                                          | —                                                                          | —                                                                          | —                                                                          | —                                                                                           | —                                                                                           | —                                                                                           | —                                                                                           | —                                                                                           | —                                                                                           | —                                                                                           |
| Beschleunigung, 0–100 km/h:                                       | 7,2 s                                                         | 7,2 s                                                         | 6,7 s                                                         | 6,7 s                                                         | 6,5 s                                                         | 6,5 s                                                         | 5,8 s                                                         | 5,8 s                                                         | 9,1 s                                                                      | 8,6 s                                                                      | 8,0 s                                                                      | 7,6 s                                                                      | 7,6 s                                                                      | 6,8 s                                                                      | 6,6 s                                                                      | 6,0 s                                                                      | 5,4 s                                                                                       | 5,4 s                                                                                       | 5,4 s                                                                                       | 4,9 s                                                                                       | 4,6 s                                                                                       | 4,6 s                                                                                       | 4,6 s                                                                                       |
| Höchstgeschwindigkeit:                                            | 220 km/h                                                      | 220 km/h                                                      | 235 km/h                                                      | 235 km/h                                                      | 235 km/h                                                      | 235 km/h                                                      | 250 km/h                                                      | 250 km/h                                                      | 180 km/h                                                                   | 180 km/h                                                                   | 180 km/h                                                                   | 180 km/h                                                                   | 180 km/h                                                                   | 180 km/h                                                                   | 180 km/h                                                                   | 180 km/h                                                                   | 230 km/h 4                                                                                  | 180 km/h                                                                                    | 180 km/h                                                                                    | 250 km/h 4                                                                                  | 250 km/h 4                                                                                  | 180 km/h                                                                                    | 180 km/h                                                                                    |
| Leergewicht:                                                      | 1703 kg                                                       | 1703 kg                                                       | 1708 kg                                                       | 1772 kg                                                       | 1708 kg                                                       | 1772 kg                                                       | 1812 kg                                                       | 1812 kg                                                       | 1761 kg                                                                    | 1734 kg                                                                    | 1777 kg                                                                    | 1734 kg                                                                    | 1734 kg                                                                    | 1850 kg                                                                    | 1850 kg                                                                    | 1880 kg                                                                    | 2061 kg                                                                                     | 2064 kg                                                                                     | 2064 kg                                                                                     | 2061 kg                                                                                     | 2079 kg                                                                                     | 2064 kg                                                                                     | 2064 kg                                                                                     |
| Kraftstoffverbrauch auf 100 km (kombiniert, nach EWG-Richtlinie): | 6,6–6,9 l Super                                               | 6,6–6,9 l Super                                               | 6,6–6,9 l Super                                               | 7,2–7,5 l Super                                               | 6,6–6,9 l Super                                               | 7,2–7,5 l Super                                               | 7,2–7,6 l Super                                               | 7,2–7,6 l Super                                               | 6,3–6,5 l Super                                                            | 6,2–6,8 l Super                                                            | 6,3–6,5 l Super                                                            | 6,2–6,9 l Super                                                            | 6,2 l Super                                                                | 6,3–6,5 l Super                                                            | 6,7–6,8 l Super                                                            | 7,0–7,2 l Super                                                            | 1,7–1,8 l Super                                                                             | 0,9 l Super                                                                                 | 0,7 l Super                                                                                 | 1,7–1,8 l Super                                                                             | 2,1 l Super                                                                                 | 0,9–1,0 l Super                                                                             | 0,7 l Super                                                                                 |
| CO2-Emission, kombiniert:                                         | 154–160 g/km                                                  | 154–160 g/km                                                  | 154–160 g/km                                                  | 164–171 g/km                                                  | 154–160 g/km                                                  | 164–171 g/km                                                  | 167–176 g/km                                                  | 167–176 g/km                                                  | 144–148 g/km                                                               | 140–154 g/km                                                               | 144–148 g/km                                                               | 140–156 g/km                                                               | 140 g/km                                                                   | 144–148 g/km                                                               | 152–155 g/km                                                               | 159–163 g/km                                                               | 39–42 g/km                                                                                  | 39–42 g/km                                                                                  | 17 g/km                                                                                     | 19–20 g/km                                                                                  | 48 g/km                                                                                     | 19–23 g/km                                                                                  | 17 g/km                                                                                     |
| Tankinhalt:                                                       | 60 l                                                          | 60 l                                                          | 55 l                                                          | 60 l                                                          | 55 l                                                          | 60 l                                                          | 60 l                                                          | 60 l                                                          | 60 l                                                                       | 60 l                                                                       | 60 l                                                                       | 60 l                                                                       | 60 l                                                                       | 60 l                                                                       | 60 l                                                                       | 60 l                                                                       | 60 l                                                                                        | 60 l                                                                                        | 60 l                                                                                        | 60 l                                                                                        | 60 l                                                                                        | 60 l                                                                                        | 60 l                                                                                        |
| Abgasnorm nach EU-Klassifikation:                                 | Euro 6d-TEMP                                                  | Euro 6d-TEMP                                                  | Euro 6d-TEMP                                                  | Euro 6d-TEMP                                                  | Euro 6d-TEMP                                                  | Euro 6d-TEMP                                                  | Euro 6d-TEMP                                                  | Euro 6d-TEMP                                                  | Euro 6d                                                                    | Euro 6d                                                                    | Euro 6d                                                                    | Euro 6d                                                                    | Euro 6e                                                                    | Euro 6d                                                                    | Euro 6d                                                                    | Euro 6d                                                                    | Euro 6d-TEMP 6                                                                              | Euro 6d                                                                                     | Euro 6e                                                                                     | Euro 6d-TEMP 6                                                                              | Euro 6d-TEMP 6                                                                              | Euro 6d                                                                                     | Euro 6e                                                                                     |

##### Dieselmotoren
|                                                                   | D3 6                                                                  | D3 AWD 6                                                              | D4                                                                    | D4 AWD                                                                | D4 Polestar Performance                                               | D4 AWD Polestar Performance                                           | B4                                                                                 |
| ----------------------------------------------------------------- | --------------------------------------------------------------------- | --------------------------------------------------------------------- | --------------------------------------------------------------------- | --------------------------------------------------------------------- | --------------------------------------------------------------------- | --------------------------------------------------------------------- | ---------------------------------------------------------------------------------- |
| Bauzeitraum:                                                      | 07/2018–07/2020                                                       | 07/2018–04/2019                                                       | 07/2018–07/2020                                                       | 07/2018–07/2020                                                       | 10/2018–07/2020                                                       | 10/2018–07/2020                                                       | 07/2020–02/2024                                                                    |
| Motortyp:                                                         | Vierzylinder-Dieselmotor in Reihenbauart und Common-Rail-Einspritzung | Vierzylinder-Dieselmotor in Reihenbauart und Common-Rail-Einspritzung | Vierzylinder-Dieselmotor in Reihenbauart und Common-Rail-Einspritzung | Vierzylinder-Dieselmotor in Reihenbauart und Common-Rail-Einspritzung | Vierzylinder-Dieselmotor in Reihenbauart und Common-Rail-Einspritzung | Vierzylinder-Dieselmotor in Reihenbauart und Common-Rail-Einspritzung | Vierzylinder-Dieselmotor in Reihenbauart und Common-Rail-Einspritzung, Mild-Hybrid |
| Motoraufladung:                                                   | Turbolader                                                            | Turbolader                                                            | Bi-Turbolader mit VTG                                                 | Bi-Turbolader mit VTG                                                 | Bi-Turbolader mit VTG                                                 | Bi-Turbolader mit VTG                                                 | Bi-Turbolader mit VTG                                                              |
| Hubraum:                                                          | 1969 cm³                                                              | 1969 cm³                                                              | 1969 cm³                                                              | 1969 cm³                                                              | 1969 cm³                                                              | 1969 cm³                                                              | 1969 cm³                                                                           |
| Verdichtungsverhältnis:                                           | 16,0 : 1                                                              | 16,0 : 1                                                              | 15,8 : 1                                                              | 15,8 : 1                                                              | 15,8 : 1                                                              | 15,8 : 1                                                              | 15,8 : 1                                                                           |
| max. Leistung bei min−1:                                          | 110 kW (150 PS) bei 3750/min                                          | 110 kW (150 PS) bei 4250/min                                          | 140 kW (190 PS) bei 4250/min                                          | 140 kW (190 PS) bei 4250/min                                          | 147 kW (200 PS) bei 4250/min                                          | 147 kW (200 PS) bei 4250/min                                          | 145 kW (197 PS) bei 4250/min                                                       |
| max. Drehmoment bei min−1:                                        | 320 Nm bei 1750–3000/min                                              | 350 Nm bei 1500–2500/min                                              | 400 Nm bei 1750–2500/min                                              | 400 Nm bei 1750–2500/min                                              | 440 Nm bei 1750–2500/min                                              | 440 Nm bei 1750–2500/min                                              | 420 Nm bei 1750–2500/min                                                           |
| Antriebsart, serienmäßig:                                         | Vorderradantrieb                                                      | Allradantrieb (AWD)                                                   | Vorderradantrieb                                                      | Allradantrieb (AWD)                                                   | Vorderradantrieb                                                      | Allradantrieb (AWD)                                                   | Vorderradantrieb                                                                   |
| Getriebe, serienmäßig:                                            | 6-Gang-Schaltgetriebe                                                 | 8-Gang-Geartronic                                                     | 6-Gang-Schaltgetriebe                                                 | 8-Gang-Geartronic                                                     | 6-Gang-Schaltgetriebe                                                 | 8-Gang-Geartronic                                                     | 8-Gang-Geartronic                                                                  |
| Getriebe, optional:                                               | [8-Gang-Geartronic]                                                   | —                                                                     | [8-Gang-Geartronic]                                                   | —                                                                     | [8-Gang-Geartronic]                                                   | —                                                                     | —                                                                                  |
| Beschleunigung, 0–100 km/h:                                       | 9,9 s                                                                 | 9,6 s                                                                 | 7,9 s                                                                 | 7,6 s                                                                 | 7,9 s                                                                 | 7,6 s                                                                 | 8,2 s                                                                              |
| Höchstgeschwindigkeit:                                            | 205 km/h 4                                                            | 205 km/h                                                              | 220 km/h 4                                                            | 220 km/h 4                                                            | 220 km/h 4                                                            | 220 km/h 4                                                            | 180 km/h                                                                           |
| Leergewicht:                                                      | 1695 kg [1738 kg]                                                     | 1827 kg                                                               | 1729 kg [1752 kg]                                                     | 1827 kg                                                               | 1729 kg [1752 kg]                                                     | 1827 kg                                                               | 1752 kg                                                                            |
| Kraftstoffverbrauch auf 100 km (kombiniert, nach EWG-Richtlinie): | 4,4–4,6 l Diesel [4,6–4,8 l Diesel]                                   | 4,9–5,1 l Diesel                                                      | 4,4–4,6 l Diesel [4,5–4,7 l Diesel]                                   | 4,9–5,1 l Diesel                                                      | 4,4–4,6 l Diesel [4,5–4,7 l Diesel]                                   | 4,9–5,1 l Diesel                                                      | 4,6–6,1 l Diesel                                                                   |
| CO2-Emission, kombiniert:                                         | 117–122 g/km [120–126 g/km]                                           | 128–135 g/km                                                          | 117–122 g/km [119–125 g/km]                                           | 128–135 g/km                                                          | 117–122 g/km [119–125 g/km]                                           | 128–135 g/km                                                          | 119–135 g/km                                                                       |
| Tankinhalt:                                                       | 55 l                                                                  | 60 l                                                                  | 55 l                                                                  | 60 l                                                                  | 55 l                                                                  | 60 l                                                                  | 60 l                                                                               |
| Abgasnorm nach EU-Klassifikation:                                 | Euro 6d-TEMP                                                          | Euro 6d-TEMP                                                          | Euro 6d-TEMP                                                          | Euro 6d-TEMP                                                          | Euro 6d-TEMP                                                          | Euro 6d-TEMP                                                          | Euro 6d                                                                            |

- [Werte für optionales Automatikgetriebe (Geartronic)]